# Tipula (Lunatipula) simurg
Tipula (Lunatipula) simurg is een tweevleugelige uit de familie langpootmuggen (Tipulidae). De soort komt voor in het Palearctisch gebied.